# ناصر حسینی مهر

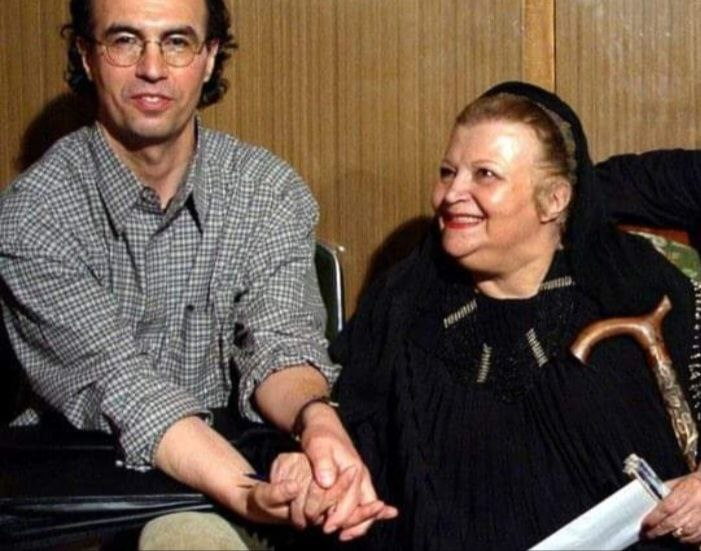
ناصر حسینی مهر در کنار استاد خود مهین اسکویی

ناصر حسینی مهر (زادهٔ ۲ اردیبهشت ۱۳۳۶ در سنگسر) بازیگر، کارگردان، مترجم، تاریخ‌نگار تئاتر و طراح صحنه اهل ایران است. او یکی از هنرمندان و مدرسان تئاتر است.

## زندگی
ناصر حسینی مهر، فارغ‌التحصیل هنرکده آناهیتا (تهران) به مدیریت مصطفی اسکویی و مهین اسکویی و مدرسه عالی هنر (پاریس) و نمایندهٔ پیشین «مرکز ملی تئاتر ایران» در انستیتو بین‌المللی تئاتر در فرانسه است.
او از سال ۱۳۵۱ به گروه آناهیتا پیوست و اولین حضور جدی‌اش روی صحنه تئاتر مربوط به اجرای نمایش «سه خواهر» (۱۳۵۶) به نویسندگی آنتون چخوف و به کارگردانی و بازیگری مهین اسکویی در تالار ۲۵ شهریور می‌شود. او سپس در نمایش «هائیتی» (۱۳۵۷) به کارگردانی مصطفی اسکویی بازی کرد که در تالار رودکی (وحدت) روی صحنه رفت. حسینی مهر تا سال ۱۳۶۱ مشغول به کار در تئاتر بود ولی بعد از مدتی تصمیم گرفت به اروپا مهاجرت کند. او هفت سال در فرانسه و ۱۵ سال نیز در آلمان زندگی کرد. 
وی تئاتر را نزد آریان منوشکین و یوجینیو باربا آموخت و سال‌ها در تئاترهای گوناگون آلمان به عنوان بازیگر، کارگردان، طراح صحنه و گریمور فعالیت کرد.
حسینی مهر در سال ۱۳۸۴ به ایران بازگشت و به تدریس بازیگری و اجرای تئاتر پرداخت و گروه تئاتر ۶ را بنیان گذاشت. 
«اتاق شماره ۶» نخستین نمایشی است که او پس از بازگشت به ایران روی صحنه برد که اقتباسی از داستانی به همین نام از آنتون چخوف بود. وی چند نمایشنامه از هاینر مولر مثل «مائوزر»، «هراکلس پنج» و «هملت ماشین» را هم روی صحنه برده‌است. آخرین نمایش حسینی مهر «بوف کور» نام داشت که اقتباسی از رمانی به همین نام از صادق هدایت بود.وی کتاب‌های مختلفی مانند «تئاتر در ایران؛ از کودتا تا انقلاب»، «آخرین درس بازیگری استانیسلاوسکی»، «دراماتورژی و تمرین‌نگاری بر وُیتسِک بوشنر»، «وُیتسِک»، «مفیستو» و «درنای شب» را تألیف و ترجمه کرده‌است. وی در زمینه تدریس نیز فعالیت کرده و در دانشکده هنرهای زیبای دانشگاه تهران، دانشکده سینما-تئاتر دانشگاه هنر تهران، دانشگاه آزاد تنکابن، دانشگاه آزاد یزد و… تئاتر را آموزش داده‌است.
جعفر والی در سال‌های پایانی عمر خویش با بازی در دو نمایش «اتاق شماره شش» و «ویتسک» هر دو به کارگردانی ناصر حسینی مهر روی صحنه رفته بود.
ناصر حسینی مهر که به تازگی پژوهش خود در خصوص تئاتر ایران طی ۳ دهه ۱۳۳۰، ۱۳۴۰ و ۱۳۵۰ را در قالب کتابی با عنوان «تئاتر در ایران؛ از کودتا تا انقلاب» منتشر کرده‌است در همین رابطه می‌گوید: «این کتاب ثمره ۶ سال مطالعه بی وقفه‌ام پیرامون فعالیت‌های تئاتری در سراسر ایران است که در ۶۲۰ صفحه و ۶ فصل به سرانجام رسید. این کتاب با آغاز دهه ۳۰ شروع می‌شود و به تدریج با پرداختن به ادوار مختلف تئاتری ادامه پیدا می‌کند و به دهه پر فراز و نشیب ۵۰ در تئاتر ایران می‌رسد و در نهایت با زمستان ۵۷ و خلوت صحنه‌های تئاتر نیز به پایان می‌رسد… در این میان سعی کردم پا را کمی از دایره تئاتر هم بیرون بگذارم و به مسائل اجتماعی نیز بپردازم». خسرو حکیم رابط نیز در یادداشتی در این کتاب می‌نویسد: «این کتاب در حال حاضر به نظر من جامع‌ترین و معتبرترین معرفی و نقد و نظر در این بخش از تاریخ تئاتر ماست.» حسینی مهر معتقد است بلایی که ممیزی‌های غیراصولی بر سر هنر می‌آورند، بارها مرگ‌بارتر از بیماری‌هایی نظیر کرونا یا طاعون است. او در سال‌های اخیر مشغول تمرین چند نمایش جدید مثل اقتباسی از رمان «مسخ» نوشته فرانتس کافکا بوده و می‌گوید: «واقعاً قصد این را داشتم که به آلمان بازگردم اما تشویق دوستان باعث تغییر در تصمیمم شد و قید خارج‌نشینی را زدم و تصمیم گرفتم دوره تازه‌ای از فعالیت گروه تئاتر ۶ را با تولید و اجرای ۶ نمایش جدید پیگیر شوم.» وی که چند نمایشنامه از هاینر مولر را ترجمه و اجرا کرده‌است دربارهٔ او می‌گوید: «مولر در بیشتر آثارش مانند همین نمایشنامهٔ حاضر یا نمایشنامه‌های دیگرش مانند «هراکلس»، «ادیپوس» یا «الکترا» و نظایر آن با بهره‌بردن از اساطیر یونان به انعکاس جامعه و زمانه خود می‌پردازد. او از صرف انتقال آن اسطوره کهن اجتناب می‌کند و در واقع آن را بهانه‌ای قرار می‌دهد تا از جامعه و روزگار خود سخن بگوید.»

## آثار

### کارگردانی تئاتر
- «اتاق شماره ۶» (۱۳۸۶) اثر آنتون چخوف[۲۱][۲۲]
- «هملت ماشین» (۱۳۸۹) اثر هاینر مولر[۲۳][۲۴]
- «وُیتسِک» (۱۳۹۰) اثر گئورگ بوشنر[۲۵][۲۶]
- «هراکلس پنج» (۱۳۹۲) اثر هاینر مولر[۲۷][۲۸][۲۹]
- «مائوزر» (۱۳۹۳) اثر هاینر مولر[۳۰][۳۱]
- «بوف کور» (۱۳۹۶) اثر صادق هدایت[۳۲][۳۳][۳۴]

## کتابشناسی
| سال انتشار | نام کتاب                                    | انتشارات | توضیحات |
| ---------- | ------------------------------------------- | -------- | --- |
| ۱۴۰۰       | تئاتر در ایران؛ از کودتا تا انقلاب          | ماهریس   | در این کتاب تاریخی به تئاتر ایران از کودتای ۱۳۳۲ تا ۱۳۵۷ پرداخت شده است. |
| ۱۳۹۰       | تئاتر معاصر اروپا                           | نیکا     | پویایی هنر تئاتر در نیمهٔ دوم قرن بیستم اروپا را باید نتیجهٔ حضور هنرمندان پرشور و نواندیش دانست، کسانی که از دل خاکستر جنگ و فاشیسم قد برافراشتند و غبار را از پیکر تئاتر کهنه زدودند. کارگردانانی مثل برتولت برشت. |
| ۱۳۸۸       | تئاتر جزیرهٔ کوچک آزادی                      | نگاه     | این کتاب تئوریک که در قطع پالتویی و ۱۶۸صفحه منتشر شده، دربرگیرنده‌ٔ مصاحبه‌ها و مقالاتی از یوجنیو باربا - نظریه‌پرداز تئاتر، شاگرد و همکار یرژی گروتوفسکی - درباره‌ٔ «آنتروپولوژی تئاتر»، «تئاتر اودین»، «تئاتر سوم» و شیوه‌های پرورش بازیگر است. |
| ۱۳۸۸       | اکسپرسیونیسم، دادائیسم، پست‌مدرنیسم          | نگاه     | . این کتاب در سه بخش به بررسی اکسپرسیونیسم، دادائیسم و پست مدرنیسم می‌پردازد. |
| ۱۳۸۹       | تئاتر ایران، چند روایت تازه                 | افراز    | در این کتاب بر خلاف کتاب‌های تاریخی، از آمار و رقم‌های خشک خبری نیست. در واقع حاصل صحبت با استادان تئاتری مثل ایران دفتری، رقیه چهره آزاد، عطا الله زاهد، عباس جوانمرد و اکبر رادی که تا کنون جایی چاپ نشده است. |
| ۱۳۹۴       | هملت ماشین                                  | افراز    | نمایشنامه کوتاه«هملت ماشین»اثر هاینر مولر در پنج تابلو اقتباسی آزاد و مدرن از هاملت ویلیام شکسپیر است. |
| ۱۳۹۵       | آخرین درس بازیگری استانیسلاوسکی             | نگاه     | کنستانتین سرگویچ استانیسلاوسکی بازیگر و کارگردان تئاتر روسی در سال ۱۸۶۳ به دنیا آمد و در سال ۱۹۳۸ درگذشت، اما با اینکه کمتر از چهار دهه قرن بیستم را زیست کرد، به عنوان یکی از مدرسان پراهمیت این قرن به حساب می‌آید. |
| ۱۳۹۲       | تمرین نگاری و نقد اجرایی سه خواهر چخوف      | نگاه     | این کتاب به نقد اجرای سه خواهر توسط مهین اسکویی می‌پردازد. |
| ۱۳۹۱       | دراماتورژی و تمرین‌نگاری بر ویتسک بوشنر      | افراز    | کتاب حاضر، نخستین کتاب فارسی است که به دراماتورژی در عمل می پردازد. |
| ۱۳۹۱       | پیشروان تئاتر اروپا (۲ جلد)                 | قطره     | کتاب حاضر، به بزرگان کارگرادنی تئاتر معاصر مانند تادئوش کانتور می‌پردازد. |
| ۱۳۹۴       | سه‌گانهٔ مولر: هملت ماشین، هراکلس پنج، مائوزر | روزبهان  | «سه‌گانه هاینر مولر» شامل نمایشنامه‌های «هراکلس ۵»، «مائوزر» و «هملت ماشین» است که هر کدام با چند تحلیل منتشر شده‌اند. این نمایشنامه‌ها از جنجالی‌ترین و سیاسی‌ترین آثار هاینر مولر شناخته می‌شوند، بخصوص نمایشنامه «هملت ماشین» که چهره واقعی مردم رنجدیده و روشنفکران ناامید این قرن و قرن گذشته را در کنار سلطه‌گری کاپیتالیسم، بسیار هراس‌آور تصویر می‌کند. |
| ۱۳۸۴       | ستارگان در آسمان بامدادی                    | قظره     | موضوع نمایشنامه‌ٔ حاضر به قلم الکساندر گالین، داستان حقیقی همه‌ٔ حاشیه‌نشینان (روسپی‌ها، دائم‌الخمرهای بی پناه و...) است. |
| ۱۳۸۴       | مفیستو                                      | قظره     | موضوع نماش نامه‌ٔ حاضر به قلم آریان منوشکین، داستان تئاتر در دوران نازیسم است. |
| ۱۳۸۴       | درنای شب                                    | قظره     | این کتاب نمایشنامه‌ای به قلم یونجی کینوشیتا است. |
| ۱۳۸۴       | دوستی                                       | تجربه    | این کتاب نمایشنامه‌ای به قلم یونجی ادواردو دفیلیپو است. |

## نقد و بررسی آثار
- رامتین شهبازی، منقتد تئاتر و سینما دربارهٔ نمایش «هملت ماشین» نظری خنثی دارد و گفته است: «در فصلی از نمایش «هملت ماشین» می‌بینیم که عموی هملت وحشیانه کوکاکولا مصرف می‌کند. در فصلی بعدتر می‌بینیم که تلویزیون‌هایی در صحنه به تبیلغ کوکاکولا و کالاهای مصرفی دیگر می‌پردازند و هملت اندک اندک در میان آنها خاستگاه شخصیتی خود را از دست داده و به ماشین بدل می‌شود. افلیا نیز از سوی دیگر به طریق دیگر مورد شکنجه و آزار قرار می‌گیرد و او هم از خاستگاه شخصیتی خود فرو می‌غلطد. بنابراین نویسنده و سپس کارگردان با این نشانه‌های همنشین شده، جهانی را پدیدار می‌سازند که هر حرکت دیگر از جهان تدارک دیده شده را عقیم می‌گذارد و هملت را نیز پس از مصرف، چونان تفاله‌ای به بیرون پرتاب می‌کند. اینجاست که اگر بازهم به نظریه ژنت رجوع کنیم در می‌یابیم که چگونه متن مادر دستخوش دگرگونی می‌شود و خود متن تازه می‌تواند در هیئتی جدید قد علم کند... ملت دیگر نمی‌تواند قهرمان باشد. حالا او هم یکی از ماست.» [۵۱]
- خبرگزاری مهر در نقدی که دربارهٔ نمایش «اتاق شماره ۶» منتشر کرده آورده است: «این نمایش بر اساس یکی از نوشته‌های آنتوان چخوف شکل گرفته که پردیالوگ بودن از ویژگی‌های آثار اوست و اجرای آنها را بسیار دشوار می‌سازد... حسینی مهر در اجرای نمایش اتاق شماره ۶ با درک کامل از این شرایط بر دو عنصر بازیگری و طراحی صحنه و لباس تاکید می‌کند و این تمهید با شرایط قصه هماهنگ می‌شود. چون بیننده با توجه به نمودهای بیرونی که در طول نمایش از بازیگران و نحوه چینش لوازم صحنه و شکل ایجاد فضاهای متفاوت مشاهده می‌کند، به درکی خوب از داستان می‌رسد.» [۵۲]
- امیر پوریا، منتقد سینما دربارهٔ نمایش «هملت ماشین» در روزنامه شرق نوشته است: ««عجیب». حالا و در این دوره از تاریخ هنرهای نمایشی و روایی، بعد از سوررئالیسم، بعد از مارسل دوشان و اندی وارهول و ژان لوک گدار، بعد از گذشت ۳۵ سال از نخستین‌بار که چارلز جنکز تعبیر «پست مدرنیسم» را در وصف معماری به کار برد، حالا دیگر به چه می‌توانیم بگوییم «عجیب»؟ و اساساً اگر چیزیف پدیده‌ای در بخشی از محصولات هنر امروز در نظرمان عجیب جلوه کند، به واقع و در ماهیت خودش عجیب است یا کم دیدن و کم شناختن ماست که موجب شده همچون اویی را تجربه و مشاهده نکرده باشیم و «عجیب»اش بخوانیم؟» [۵۳]
- ایثار ابومحبوب، منتقد تئاتر دربارهٔ نمایش «اتفاق شماره ۶» در روزنامه اعتماد نوشت: «درست در همان هنگام که پخش سریال «راه بی پایان» در تلویزیون پایان می‌یابد که در آن خانواده‌یی رمرفه بر اثر نیرویی بیرونی - و نه بر اثر ضعف تراژیک - تا مرز از دست دادن کارخانه معصومانه خود پیش می‌رفتند، اما در نهایت نیروی بیرونی را با یاری حامیان نظم اجتماعی به زانو درآوردند و کارخانه معصومانه خود را حفظ کردند و اعضای جدید خانواده‌های جدید خود را به عنوان مدیران بخش‌های مختلف کارخانه بر حسب شایستگی گماشتند، نمایش اتاق  شماره ۶ در تئاتر بر اساس داستان مشهور آنتوان چخوف به روی صحنه می‌رود: داستانی که حاشیه را اصل قرار می‌دهد.» [۵۴]
- انوشیروان مسعودی، در روزنامه قانون، با نگاهی به نمایش «مائوزر» نوشته است: «مهم‌ترین ویژگی نمایش مائوزراین است که از تئاتر بودن خود نمی‌هراسد،درواقع قراردادهای زبانی تئاتری در این نمایش به شکل کامل خود را نشان می‌دهد. نمایش از سیستم رمزگانی ویژهٔ نمایش‌های پسابرشتی سود می‌برد که این موضوع باعث شده است تا حسینی مهر تمامی ایده‌های کلامی مبتنی برخشونت لجام گسیختهٔ متن مولر را همزمان درساحت نمادین و عینی پیش ببرد، به صورتی که کلام و تصویر صحنه گاهی در کنار هم و گاهی به شکلی متناقض به بازنمایی نمادین و عینی خشونت یک انقلاب از دست رفته کمونیستی می‌پردازند.» [۵۵]